# Agriophara lysimacha
Agriophara lysimacha es una especie de polilla del género Agriophara, familia Depressariidae.
Fue descrita científicamente por Meyrick en 1915.